# フジロック
フジロックは日本の静岡県で開発された豚の品種。
静岡県では1987年に静岡県中小家畜試験場（菊川町（現・菊川市）、現・静岡県畜産技術研究所中小家畜研究センター）が設立されて以来、豚の系統造成を行っている。中小家畜試験場では設立当初からSPF（Specific Pathogen Free）環境下における系統造成を行っており、これは日本初の試みでもあった。また、不良肉質に影響を及ぼすRyR1遺伝子を排除する取り組みも行っており、1994年に大ヨークシャー種系統のSPF系統豚フジヨークを作り上げている。その一方で、SPF豚の普及には雄系のSPF系統造成豚が不可欠であることから、1992年よりデュロック種の系統開発を始め、5世代にわたる選抜を経て、1997年に完成したSPFデュロック種系統豚がフジロックである。
静岡県ではフジヨークとフジロックという雌雄のSPF系統豚が完成したことで、1998年に静岡型銘柄豚普及推進協議会を設立し、静岡県の銘柄豚として「ふじのくに」を冠したブランド展開を行っている。
2010年からはフジロック後継豚の開発が始まり、2023年に2代目デュロック種系統豚となるフジロック2が完成した。

## 特徴
以下のような特徴が挙げられる。
- 肉質が優れている。
- 飼い易い。